# Danilo Sabijon
Danilo Sabijon – filipiński zapaśnik w stylu klasycznym i wolnym.
Srebrny medal igrzysk Azji Południowo-Wschodniej, a także srebrny i brązowy mistrzostw Azji Południowo-Wschodniej w 1997. Drugi w Pucharze Azji i Oceanii w 1993 i czwarty w 1998 roku.